# 1985 en bande dessinée
| Années de la bande dessinée : 1982 - 1983 - 1984 - 1985 - 1986 - 1987 - 1988    |
| Décennies de la bande dessinée : 1950 - 1960 - 1970 - 1980 - 1990 - 2000 - 2010 |

1985 est pour le monde de la bande dessinée francophone une année de crise : de nombreuses revues disparaissent, tandis que celles qui persistent connaissent une importante baisse de diffusion, l'essor de la bande dessinée adulte cesse, les éditeurs paient la politique inflationniste des années précédentes.

## Événements
- 25 au 27 janvier : 12e Festival international de la bande dessinée d'Angoulême : Festival d'Angoulême 1985.
- avril : Aux États-Unis, sortie de Crisis on Infinite Earths #1 (/12) (Marv Wolfman et George Pérez reconstruisent entièrement l'univers DC), chez DC Comics.
- juin : sortie de Saga of the Swamp Thing #37 (première apparition de John Constantine, par Alan Moore), chez DC Comics.
- Diffusion de  Witches and Stitches d'Eric Millikin, première bande dessinée accessible via un réseau informatique, ancêtre des webcomics.

## Nouveaux albums
Voir aussi : Albums de bande dessinée sortis en 1985

### Franco-belge
| Sortie    | Titre                                                                        | Scénariste            | Dessinateur           | Coloriste      | Éditeur                                |
| --------- | ---------------------------------------------------------------------------- | --------------------- | --------------------- | -------------- | -------------------------------------- |
| janvier   | Oscar Lombardo et le savon de Marseille                                      | Michel Kiritzé        | Michel Kiritzé        | Michel Kiritzé | Bayard                                 |
| janvier   | Pacush Blues, t. 4 : Quatrième dimension : Destin farceur - Crescendo        | Ptiluc                | Ptiluc                |                | Vents d'Ouest                          |
| janvier   | Le Pays des elfes, t. 3 : Le Défi                                            | Wendy et Richard Pini | Wendy et Richard Pini |                | Vents d'Ouest                          |
| janvier   | Rocky Luke - Banlieue West                                                   | Collectif             |                       |                | Vents d'Ouest                          |
| janvier   | Le Pays des elfes, t. 4 : Le Chant des loups                                 | Wendy et Richard Pini | Wendy et Richard Pini |                | Vents d'Ouest                          |
| février   | Rona, t. 1 : L'or du Macho-Fichu                                             | Malo Louarn           | Malo Louarn           | Malo Louarn    | Éditions Ouest-France                  |
| avril     | Vic Voyage, t. 2 : Eldorado: À la recherche d'Agharta                        | Sergio Macedo         | Sergio Macedo         | Sergio Macedo  | Glénat                                 |
| avril     | Vic Voyage, t. 3 : Pacifique Sud 1                                           | Sergio Macedo         | Sergio Macedo         | Sergio Macedo  | Aedena                                 |
| juin      | Cap sur la capitale                                                          | Kyungu Mwana Banza    | Tchibemba             | Tchibemba      | Centre culturel français de Lubumbashi |
| juin      | Ugaki, t. 2 : L'Escrimeur fou                                                | Robert Gigi           | Robert Gigi           |                | Dargaud                                |
| juillet   | Les Veines de l'Occident, t. 1 : La Fille des Ibères                         | René Durand           | Frédéric Boilet       |                | Glénat                                 |
| septembre | Les Chemins de la gloire, t. 1: Le Temps des innocents                       | Jan Bucquoy           | Daniel Hulet          |                | Glénat                                 |
| novembre  | Rona, t. 2 : Rona et l'honorable docteur Woo                                 | Malo Louarn           | Malo Louarn           |                | Éditions Ouest-France                  |
| ?         | Les Aventures extraordinaires d'Adèle Blanc-Sec, t. 6 : Le Noyé à deux têtes | Jacques Tardi         | Jacques Tardi         |                | Casterman                              |
| ?         | …                                                                            |                       |                       |                |                                        |

### Comics
| Sortie | Titre       | Scénariste | Dessinateur | Coloriste | Éditeur |
| ------ | ----------- | ---------- | ----------- | --------- | ------- |
| ?      | à compléter |            |             |           |         |
| ?      | …           |            |             |           |         |

### Mangas
| Sortie | Titre       | Scénariste | Dessinateur | Coloriste | Éditeur |
| ------ | ----------- | ---------- | ----------- | --------- | ------- |
| ?      | à compléter |            |             |           |         |
| ?      | …           |            |             |           |         |

## Naissances
- 24 janvier : Pierre-Denis Goux
- 7 octobre : Soskuld
- Naissance de Christophe Alliel, auteur français ; Ztnarf, auteur de bande dessinée belge.

## Décès
- 11 mai : Chester Gould, créateur de Dick Tracy
- 27 mars : Don Rico, scénariste de comics
- avril : Bela Zaboly, auteur de comic strips
- 21 juin : Charles Wojtkoski dessinateur de comics
- 28 juin : Lynd Ward, auteur de comics
- 8 juillet : Frank Hampson
- 30 octobre : Manon Iessel
- 19 décembre : Jean Ache
- 20 décembre : Al Peclers, auteur belge